# Muellers klogroda
Muellers klogroda (Xenopus muelleri) är en groda från Afrika som tillhör släktet Xenopus och familjen pipagrodor.

## Beskrivning
En påtagligt tillplattad groda med mörkbrun till grå rygg med oregelbundna fläckar och gråvit buk. Huden är tämligen slät och påtagligt slemmig. De tre inre tårna på varje fot har svarta klor, medan bakfötterna, men inte framfötterna, har simhud. Under parningstiden blir de yttre lederna på hanens fingrar svarta. De små, utstående ögonen sitter högt upp på huvudet. Grodan har en längd mellan 3,8 och 6 cm; populationen i Malawi skall dock bli större, enligt vissa källor upp till 8 cm. 

## Utbredning
Muellers klogrodas utbredning är uppdelad i tre distinkta populationer: En från Elfenbenskusten och Burkina Faso österut längs södra Sudan, Ghana, Togo, Benin, Nigeria till nordöstra Kongo-Kinshasa, södra Sudan och norra Uganda. Det är möjligt att denna population även sträcker sig in i nordvästra Kenya. En annan från den kenyanska kusten söderöver via Tanzania och Moçambique till nordöstra Sydafrika, Swaziland, norra Botswana, nordöstra Namibia och sydöstra Angola samt en tredje, mindre, i nordöstra Tchad (Ennedi-området).

## Taxonomi
Vissa forskare anser att arten bör delas upp i två, en västafrikansk och en östafrikansk. Det råder även viss osäkerhet om alla fynden av arten verkligen är artmässigt korrekta; åtminstone i Tanzania misstänks många observationer egentligen härröra från den närstående arten bandad klogroda (Xenopus borealis).

## Ekologi
Arten är beroende av vatten, och lever framför allt i vattensamlingar i savannbältet. I synnerhet under torrtiden kan den påträffas i floder och på flodbankar. Förutom på savanner kan den också påträffas i människoskapade biotoper som jordbrukslandskap, men mera sällan i skogar. Även om arten främst håller till i låglänta områden kan den återfinnas högre upp. I Arusha National Park har den påträffats i ett stort vattenhål på 2 519 meters höjd. Den förefaller inte ha höga krav på vattenkvaliteten; enligt Razzetti och Msuya har den påträffats i sodasjöar i Tanzania. Under fuktig väderlek nattetid kan den lämna vattensamlingarna och vandra in i omgivande skog.

### Föda och predation
Grodan lever främst på olika ryggradslösa djur, men tar även småfisk och mindre grodyngel, även av den egna arten. Grodan utgör föda åt bland annat storkar.

### Fortplantning
Lektiden infaller i och med regntidens början. Lek och larvutveckling är helt akvatisk, amplexus (parningsomfamningen) sker under vatten.

## Status
Arten är klassificerad som livskraftig ("LC") av IUCN, och populationerna är stabila. Inga hot finns registrerade.